# ENIAC

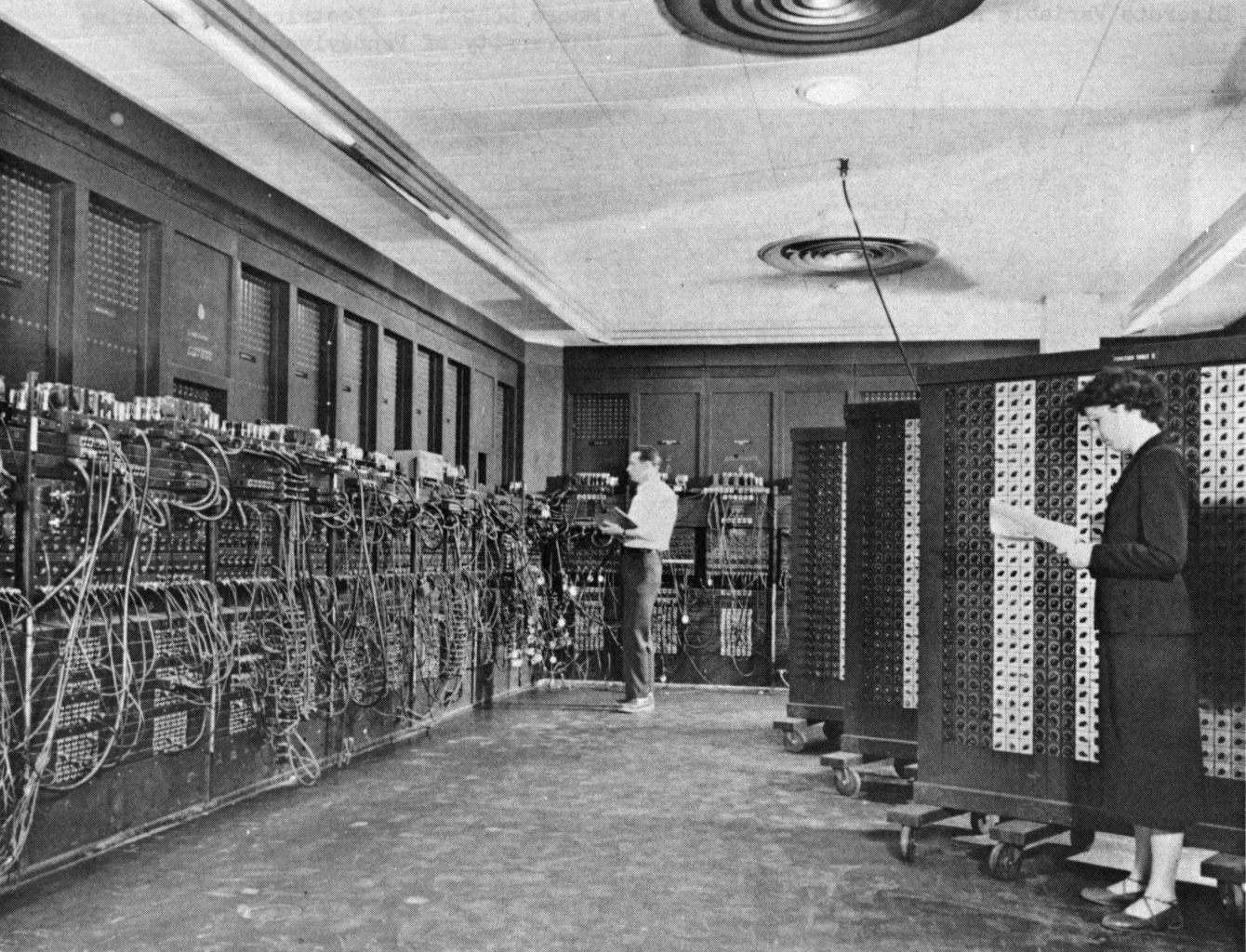
Počítač ENIAC

ENIAC (Electronic Numerical Integrator And Computer) je jeden z historicky prvních, turingovsky úplných, elektronkových počítačů. Jeho vývoj byl zahájen v roce 1943 v Penn State University v Pensylvánii ve Spojených státech amerických, dokončen byl po téměř třech letech v roce 1946 a pracoval až do roku 1955 pro americkou armádu ve státě Maryland. Chlazení zajišťovaly dva letecké motory. Při svém představení v roce 1946 získal přezdívku „Giant Brain“, tedy „Obrovský mozek“. ENIAC patřil k první generaci počítačů (1945–1954). Nyní se jeho části (jako např. některé jeho kontrolní panely) nacházejí v muzeích ve Spojených státech.

## Využití
ENIAC byl určen pro výpočty palebných tabulek pro dělostřelectvo americké armády za druhé světové války, avšak válka skončila dříve nežli mohl být stroj ve válce využit. Proto byl použit až při vývoji termonukleární zbraně. Po oficiálním představení počítače pozval Pentagon matematické a elektrotechnické špičkové vědce a formou 48 přednášek jim ukázal přednosti počítače. Přednášky probíhaly mezi 8. červencem a 30. srpnem 1946 a polovina těchto přednášek byla vedena přímo tvůrci ENIACu. Jednalo se vlastně o úplně první přednášky na téma počítače a jejich využití na světě.

### Ocenění
V roce 1987 byl ENIAC neziskovou organizací IEEE přidán na seznam klíčových elektronických vynálezů, tzv. IEEE milestones. V tomto seznamu tak figurují převratné elektronické vynálezy lidstva, jako například Voltův sloup nebo tranzistor.

## Příprava, používání a vypnutí
Projekt, tedy výrobu počítače, financovala vláda USA prostřednictvím americké armády a vedl jej generálmajor Gladeon Marcus Barnes. Vlastní výrobou počítače pak na zakázku, podepsanou 5. června 1943, byla pověřena Penn State University v Pensylvánii. Výrobou byly za univerzitu pověřeni John Mauchly, J. Presper Eckert a jejich tým.
Projekt získal označení „Project PX“ a výroba trvala tři roky. Veřejnost se o počítači dozvěděla až 14. února 1946. Jeho cena byla vyčíslena na 500 000 tehdejších dolarů (dnes by stál 6 000 000) a armáda převzala oficiálně počítač v červenci 1946. Poprvé jej armáda vypnula 9. listopadu 1946 za účelem údržby a zvětšení paměti. Při této příležitosti byl přesunut na základnu „Aberdeen Proving Ground“, která se nachází u města Aberdeen v americkém státě Maryland. Zde jej 29. července 1947 opět aktivovali a fungoval nepřetržitě (s mírnými každodenními opravami, viz níže) až do 2. října 1955, kdy jej v 12:00 definitivně vypnuli.

## Výpočty a programování
ENIAC dokázal provádět podmíněné výpočty, iterace (loopy), odskakovat do podprogramů. Program byl nejdříve navržen na papíře a teprve poté nakonfigurován (před rokem 1948 pouze pomocí přepínačů, poté pomocí děrných štítků). Takovéto „programování“ trvalo mnoho hodin až několik týdnů.
Při práci s desetimístnými čísly prováděl 357 (násobení) nebo 35 (dělení) operací za sekundu, přičemž operace s menšími čísly prováděl rychleji. Používal desítkovou soustavu (dnešní počítače používají dvojkovou soustavu a použití desítkové bylo atypické i v 40. letech – jediný jiný počítač své doby, který ji používal, byl Harvard Mark I – IBM ASCC). ENIAC byl programován pomocí přepínačů, avšak v roce 1948 byl modifikován, aby mohl provádět program uložený v paměti ROM, v podobě funkčních tabulek čtených z primitivního čtecího zařízení. Tento zásah sice znemožnil paralelní provádění operací a snížil šestinásobně jeho výkon, avšak doba programování se zkrátila ze dnů na hodiny, což oprávnilo tuto modifikaci. V roce 1952 byla pětinásobně zvýšena jeho rychlost (tedy téměř na původní úroveň) a v roce 1953 byla rozšířena jeho hlavní paměť.

## Konstrukce
Obsahoval 17 648 elektronek, 7200 krystalových diod, 1500 relé, 70 000 rezistorů, 10 000 kondenzátorů, okolo 5 miliónů ručně pájených spojů, vážil 30
tun, zabíral 63 m3 (2,6 m × 0,9 m × 26 m), spotřebovával 150 kW elektrické energie a jeho vývoj stál 500 000 dolarů.
Vstup i výstup obstarávaly děrné štítky a tisk se prováděl na specializovaném stroji (pravděpodobně IBM 405 nebo podobný).

## Poruchovost
ENIAC byl poměrně poruchový, téměř každý den vyhořelo několik vakuových elektronek. K závadám na elektronkách docházelo nejčastěji při zapínání nebo vypínání počítače (traduje se, že když byl zapojen, pouliční světla Philadelphie slabě poblikávala). Tento problém byl jednoduše (i když nákladně) vyřešen nepřetržitým provozem. Poté se závada na elektronkách vyskytla jednou za dva dny, přičemž k jejímu nalezení stačilo 15 minut. Do jeho modifikace v roce 1948 zabíralo odstraňování jeho závad až polovinu užitného času.

## Následovníci
Přímým následovníkem ENIACU byl počítač MANIAC (Mathematical Analyser Numerical Integrator And Computer), který byl
stavěn v laboratořích Los Alamos National Laboratory od roku 1946 do roku 1952, funkční byl od roku 1953.
Byl konstruován k matematickým výpočtům popisujícím fyzikální děje a byl využit i k vývoji vodíkové bomby.